# Hymn do miłości Ojczyzny
Hymn do miłości Ojczyzny – pierwszy utwór należący do polskiej liryki patriotycznej w czasie rozbiorów. Pełnił rolę polskiego hymnu narodowego tego okresu. Hymn jest parafrazą pieśni do Doskonałości, napisanej przez Arystotelesa.

## Historia
Strofą tą zadebiutował w 1774 roku Ignacy Krasicki, który odczytał utwór podczas jednego z obiadów czwartkowych. Napisał ten utwór jako hymn dla Szkoły Rycerskiej. Święta miłości weszła jako fragment w skład pieśni IX poematu heroikomicznego Myszeida. Parodia zaczynająca się od słów Wdzięczna miłości kochanej szklanice występuje w V pieśni Monachomachii. Utwór doczekał się wielu przekładów, w tym trzech na język francuski.
Podczas immatrykulacji podchorążowie odśpiewują pieśń zaraz po Gaudeamus igitur. Muzykę do pieśni skomponował Wojciech Sowiński.

## Legenda
Z powstaniem wiersza wiąże się legenda: kareta, którą jechał biskup Krasicki, spiesząc na obiad czwartkowy, potrąciła starego żołnierza. Umierający z ogromną mocą mówił o świętej miłości ojczyzny, o bliznach – pamiątkach bitew, o śmierci, która przestała być straszna. Więź między starym wiarusem a biskupem, która wytworzyła się w chwili śmierci, stała się natchnieniem do napisania Hymnu do miłości Ojczyzny.

## W kulturze
Utwór został wybrany jako hymn szkolny w X Liceum Ogólnokształcącym im. Komisji Edukacji Narodowej w Krakowie, III Liceum Ogólnokształcącym im. gen. Józefa Sowińskiego w Warszawie oraz I Liceum ogólnokształcącym im. Hugona Kołłątaja w Krotoszynie.